# Francisc Radici
Francisc Radici (n. 17 octombrie 1957) este un general român, care a îndeplinit funcția de locțiitor al Șefului Departamentului pentru Politica de Apărare și Planificare din M.Ap.N. 

## Biografie
Francisc Radici s-a născut la data de 17 octombrie 1957. A absolvit studii la Liceul Militar "Ștefan cel Mare" din Câmpulung Moldovenesc (1976), Școala Militară de Ofițeri Activi "Nicolae Bălcescu" din Sibiu (1979) și Academia de Înalte Studii Militare din București, Facultatea de Arme Întrunite (1989). Ulterior, a absolvit un curs postuniversitar de conducere a activității de protecție și siguranță militară (1994), Colegiul Superior de Siguranță Națională (2003) și un curs postuniversitar de perfecționare în domeniul securității și apărării naționale cu tema "Securitate și bună guvernare", organizat de Colegiul Național de Apărare (2006). 
După absolvirea Școlii de ofițeri, a îndeplinit funcțiile de comandant de subunitate de infanterie (1979-1987), comandant de batalion de infanterie (1989-1990) și șef de secție la Serviciul de Protecție și Pază (1990-1991). Începând din anul 1991, lucrează în cadrul Direcției Generale ade Informații a Apărării (DGIA) ca șef de secție la Direcția Protecție și Siguranță Militară (1991-2000), consilier al directorului general (2000-2004), locțiitor al directorului general (aprilie 2004-2006), șef al Direcției Contrainformații și Securitate Militară  (2006-2007) și director general al Direcției Generale de Informații a Apărării (22.03.2007 - 16.01.2009).
La data de 25 martie 2007, a fost numit în funcția de Director general al Direcției Generale de Informații a Apărării.
Iar la data de 16 01 2009 a fost eliberat din functia de Director General al Directiei Generale de Informatii a Apararii si numit in functia de loctiitor al Sefului Departamentului pentru Politica de Aparare si Planificare. Francisc Radici a fost înaintat la gradul de general de brigadă (cu o stea) la 15 noiembrie 2003 , la cel de general-maior (cu 2 stele) la 23 decembrie 2006  și la cel de general-locotenent cu trei stele, la trecerea în rezervă, la data de 30.09.2009
Generalul Radici este căsătorit și are un fiu.

## Distincții
De-a lungul carierei sale militare, generalul Radici a primit numeroase distincții. Menționăm următoarele:
- Ordinul "Virtutea militară" în grad de ofițer
- Semnul onorific "În serviciul patriei" pentru 15, 20 si 25 de ani de activitate
- Ordinul "VIRTUTEA MILITARA" în grad de comandor
- Emblema de onoare a Statului Major al Forțelor Terestre